# Lecture drag
Le concept de lecture drag est né aux États-Unis, à San Francisco, en 2015, à l'initiative de l'autrice et militante Michelle Tea dans le but de promouvoir la lecture et la diversité,,,. Les événements, généralement destinés aux enfants de 3 à 12 ans, sont animés par des drags qui lisent des livres pour enfants et participent à d'autres activités d'apprentissage, le plus souvent dans les bibliothèques publiques,,. Le programme s'efforce de « capturer l'imagination et le jeu de la fluidité des genres de l'enfance et de donner aux enfants des modèles glamour, positifs et ouvertement homosexuels ». Il permet aussi de parler de la discrimination.
Les lectures drag font l'objet de critiques quant à la présence de drags pour un public d'enfants. Les opposants affirment que cela contribue à la « sexualisation » ou au « grooming » des enfants. Les partisans soutiennent que ces critiques s'apparentent à une « panique morale » qui provient des milieux conservateurs aux États-Unis, à une rhétorique anti-LGBT+ et à une violence contre la communauté LGBT+, alimentées par la « désinformation de droite »,,. La violence des réactions contre de tels événements a mené à la création du terme « drag panic » en 2019, calqué sur le terme préexistant « gay panic ».

## Histoire

### Drag Story Hour
Le concept de lecture drag est une initiative lancée par l'autrice Michelle Tea en 2015 à San Francisco, aux États-Unis, sous le nom Drag Queen Story Hour (DSH). Tea est alors directrice exécutive de l'association à but non lucratif Radar Productions. S'identifiant comme queer, elle a cette idée après avoir assisté à des événements dans une bibliothèque pour enfants avec son fils nouveau-né et les avoir trouvés accueillants mais hétéronormatifs. Elle imagine un événement plus inclusif pour les familles LGBT+. Elle s'associe avec deux de ses collègues de Radar Productions, Juliàn Delgado Lopera et Virgie Tovar, pour lancer le premier événement. Celui-ci a lieu à la bibliothèque Eureka Valley/Harvey Milk Memorial Branch dans le quartier LGBT+ de Castro, à San Francisco. Il met en vedette des drag queens, notamment Per Sia, et est bien accueilli,. D'autres événements à San Francisco sont animés par des drag queens racisées, dont Honey Mahogany et Panda Dulce,.
En février 2020, il existe plus de 50 délégations de DSH, réparties à l'échelle internationale, ainsi que d'autres artistes drag qui organisent des événements de lecture dans des bibliothèques, des écoles, des librairies et des musées. En octobre 2022, l'organisation à but non lucratif change officiellement son nom en Drag Story Hour, pour être plus inclusive et « refléter la diversité des personnes qui content ».
En 2017, Jonathan Hamilt et Rachel Aimee Given-Wilson co-fondent la section de New York et la constituent en association à but non lucratif. Elle reçoit des fonds de la Bibliothèque publique de New York, de la Bibliothèque publique de Brooklyn et de deux membres du conseil municipal. Les fonds permettent d'acheter des livres, d'organiser des distributions de livres, de payer les drags et de les former pour s'assurer que les drags « parlent efficacement aux enfants et à leurs parents de l'identité de genre et du drag ».
Les livres lus comprennent des classiques pour enfants et des œuvres mettant en scène des personnages LGBT+. Parmi les livres populaires il y a This Day in June, écrit par Gayle Pitman et illustré par Kristyna Litten, qui présente l'idée d'un défilé de la fierté LGBT+. Pitman est également l'autrice de Sewing the Rainbow, sur le créateur du drapeau arc-en-ciel Gilbert Baker. Elle est également membre du corps professoral du Sacramento City College où elle enseigne la psychologie et les études de genre. Elle estime qu'il est important d'enseigner aux enfants LGBT+, y compris aux enfants de familles LGBT+, des sujets en dehors de deux tropes qu'elle a vus : les parents gays et lesbiens  et les enfants non conformes au genre, comme dans 10 000 robes. Pitman estime que les enfants sont plus intelligents qu'on ne le pense et qu'ils peuvent comprendre des problèmes complexes comme les identités intersexuées si l'explication est vulgarisée.

### Lectures en ligne
En mars 2020, en réponse à la pandémie de COVID-19 qui entraîne le confinement et afin d'« éviter les rassemblements de groupe », les lectures drags figurent parmi les événements reportés. Nina West et d'autres drag queens commencent alors à diffuser des lectures en direct. West est l'autrice de l'album musical pour enfants Drag Is Magic, qui rassemble 10 histoires musicales. West organise également pendant la pandémie sa première émission d’histoires en ligne. Elle choisit RED: A Crayon Story de Michael Hall comme premier livre de la série et l'illustre avec un court segment d'art et d'artisanat. RED parle d'un « crayon qui souffre d'une crise d'identité parce qu'il est mal étiqueté ».

### Drag pour enfants
Nina West (en), candidate de la saison 11 de RuPaul's Drag Race, gagnante de Miss Détective, et productrice de Drag Is Magic, un EP de musique pour enfants sur cette forme d'art, dit qu'elle espère les inspirer à « rêver grand, être gentils et être parfaits ». West pense que le drag est « une opportunité pour les enfants de faire preuve de créativité et de sortir des cases que nous, les adultes idiots, avons créées pour eux ». Lorsqu'une vidéo d'eux interprétant « Baby Shark » lors d'un brunch drag devient virale, Marti Gould Cummings dit : « Quiconque pense que le drag n'est pas pour les enfants a tort ». « Le drag est une forme d'expression, et les enfants sont des êtres sans jugement ; ils ne se soucient pas vraiment de ce que vous portez, juste de ce que vous faites ». En mai 2019, la vidéo a été visionnée plus de 806 000 fois.
West répond aux critiques qui se demandent si les enfants sont trop jeunes pour faire l'expérience du drag, en disant : « Le drag est une opportunité pour tout le monde – y compris et surtout pour les enfants – de reconsidérer les masques que nous sommes tous obligés de porter quotidiennement ». West ajoute : « Les enfants sont inondés d'images implicites des médias sur ce qu'est un « garçon » et ce qu'est une « fille ». Et je crois que presque tous les enfants sont en réalité moins préoccupés par le fait de jouer avec un jouet qui est censé correspondre à leur sexe, et plus préoccupés par le fait de jouer avec des jouets qui leur parlent ».
Le New York Times note que « Laura Edwards-Leeper, une psychologue clinicienne de l'Oregon qui travaille avec des enfants homosexuels et transgenres, a déclaré que l'expérimentation de l'expression de genre n'est pas nécessairement liée au fait d'être homosexuel ou transgenre » et qu'« Il est normal à pratiquement tout âge que les garçons se déguisent en princesses et les filles en tenues de super-héros masculins ». Elle soutient que ce qui a changé, c'est la parentalité : « Lorsqu'il n'y a pas de jugement, les enfants sont plus susceptibles de se sentir libres d'explorer ».

## Réception

### Favorable
Les lectures drag reçoivent un accueil positif sur différents points : les histoires proposées sont inclusives et peu communes, enfants et parents apprécient les tenues colorées. Les partisans des lectures drag affirment que ces événements peuvent « capturer l'imagination et le jeu de la fluidité des genres de l'enfance et donner aux enfants des modèles glamour, positifs et ouvertement queer ». Nina West soutient que le drag permet aux enfants d'être « créatifs » et de « sortir des sentiers battus que nous, les adultes stupides, avons créés pour eux ».

John Casey, professeur adjoint au Wagner College de New York, affirme dans The Advocate :

« [Drag queens] are incredibly talented, and they are trying to live their lives, and in the process, brighten the lives of those around them. That’s the message parents should be communicating to their kids, at any age. It’s all about acceptance and being loved for who you are. »

Dans un article de First Things de mai 2019 et un débat ultérieur avec David A. French, Sohrab Ahmari soutient que lectures drag représentent un défi pour les partisans du « libéralisme conservateur » qui mettent l'accent sur l'autonomie personnelle et s'opposent à « l'utilisation du pouvoir public pour faire progresser le bien commun, y compris dans le domaine de la moralité publique »,. 

### Opposition
À la suite de la révélation qu'un agresseur sexuel d'enfant condamné a conté lors d'un événement Drag Queen Storytime dans la bibliothèque publique de Houston à trois reprises en 2017 et 2018, des opposants aux lectures drag se rassemblent pour manifester devant la bibliothèque. L'un d'eux est arrêté avec une arme de poing à la main. Cet événement sert de prétexte pour discréditer les lectures drag dans leur ensemble. La bibliothèque s'excuse et reconnaît sa faute en n'ayant pas correctement examiné les antécédents de l'artiste.
Les lectures drag rencontrent une opposition de la part de certains conservateurs, qui s'opposent aux événements ainsi qu'aux performances des drags et/ou aux livres lus,,.
Certaines publications de droite publient de fausses informations sur les événements et le contenu des lectures, comme lorsque Conservative Fighters accuse faussement Xochi Mochi d'avoir lu un livre « sexuellement explicite ».
Steven Greenhut écrit dans un éditorial du Whittier Daily News que, bien qu'il perçoive les lectures drag comme étant « bizarres et motivées par des intérêts personnels », les interdire constituerait un abus de pouvoir du gouvernement et une tentative de légiférer sur la moralité. En août 2019, une pétition de LifeSiteNews et de Personhood Alliance, deux groupes d'activisme pro-vie, demande à l'American Library Association (ALA) de cesser de promouvoir les lectures drag ; cette pétition recueille près de 100 000 signatures. L'ALA répond en affirmant son soutien aux lectures drag, déclarant qu'elle « s'oppose fermement à tout effort visant à limiter l'accès à l'information, aux idées et aux programmes que les usagers souhaitent explorer » et qu'elle « inclut un engagement à lutter contre la marginalisation et la sous-représentation au sein des communautés desservies par les bibliothèques grâce à une meilleure compréhension des effets de l'exclusion historique. ».
Selon le site d'information progressiste ThinkProgress, « perturber les lectures drag est une tactique courante au sein de l'extrême droite ». En juin 2019, le Southern Poverty Law Center (SPLC) rapporte que « le nationaliste blanc et ancien candidat au Congrès américain Paul Nehlen avait annoncé le 19 juin un plan qu'il a appelé 'PROJECT DOX TRANNY STORYTIME' ». Nehlen exhorte ses partisans à rassembler des photos et des plaques d'immatriculation des véhicules des participants au DSH pour le doxing, la pratique sur Internet consistant à rechercher et à diffuser des informations privées ou d'identification (en particulier des informations d'identification personnelle) sur un individu. Le SPLC indique que des événements tels que les lectures drag sont « une attraction majeure pour les extrémistes d'extrême droite ». En avril 2019, deux membres du groupe nationaliste blanc American Identity Movement (anciennement Identity Evropa) se déguisent en clowns et perturbent une lecture drag à la Nouvelle-Orléans, en Louisiane,.

## Par pays

### Allemagne
En mai 2023, les dirigeants politiques conservateurs allemands condamnent le projet d'organiser un événement de lecture drag dans une bibliothèque de Munich.

### Australie
En janvier 2020, un événement a lieu à Brisbane à la Brisbane Square Library, mais est accueilli par une protestation du Liberal National Club de l'Université du Queensland (qui a été désapprouvé par le Liberal National Party (LNP) un mois plus tôt). Un autre événement dans la banlieue de Melbourne, à Werribee est également accueilli avec des protestations.
Les événements n’ont pas lieu pendant la majeure partie de 2020 et 2021 en raison de la pandémie de COVID-19.
En octobre 2022, la drag queen Courtney Act apparaît dans l'émission télévisée pour enfants Play School sur ABC, en lisant un livre sur une petite fille qui préfère porter un pantalon plutôt qu'une robe.
En février 2023, une lecture drag a lieu à la bibliothèque Manly à Sydney. Elle est encadrée par la police en raison de manifestations anti lectures drag et d'une menace à la bombe signalée. L'événement est suivi par une conseillère locale des Verts et son fils. Une lecture a aussi lieu à Launceston, en Tasmanie, et reçoit des critiques, parmi lesquelles figurent celles du Lobby chrétien australien (ACL) et du Parti libéral, le vice-Premier ministre de l'État, Michael Ferguson, critiquant l'événement comme étant inapproprié.
En mai 2023, le conseil municipal de Monash à Melbourne prévoit d'organiser un tel événement pour célébrer la Journée internationale contre l'homophobie, la biphobie et la transphobie. En raisons de protestations, le conseil annule l'événement, qui devait avoir lieu à la bibliothèque d'Oakleigh.

### Belgique
L'association Unique en son genre, portée par la maison arc-en-ciel de Liège, propose des lectures de drag queens et drag kings depuis 2019. En février 2023, l'association est confrontée pour la première fois à une manifestation s'opposant à sa venue dans une bibliothèque de la Louvière.
En février 2024, la drag queen Vakah Profana organise la première lecture drag pour des adultes porteurs de handicap mental à la bibliothèque d'Ath.

### Canada
En avril 2023, un gang de motardes butch nommé The WindSisters forme une chaîne humaine pour protéger le public d'une lecture drag des manifestants anti-drag. Elles escortent un public composé d'une centaine de personnes (enfants et adultes) à l'intérieur de la bibliothèque du comté de Middlesex à Parkhill, en Ontario.

### États-Unis

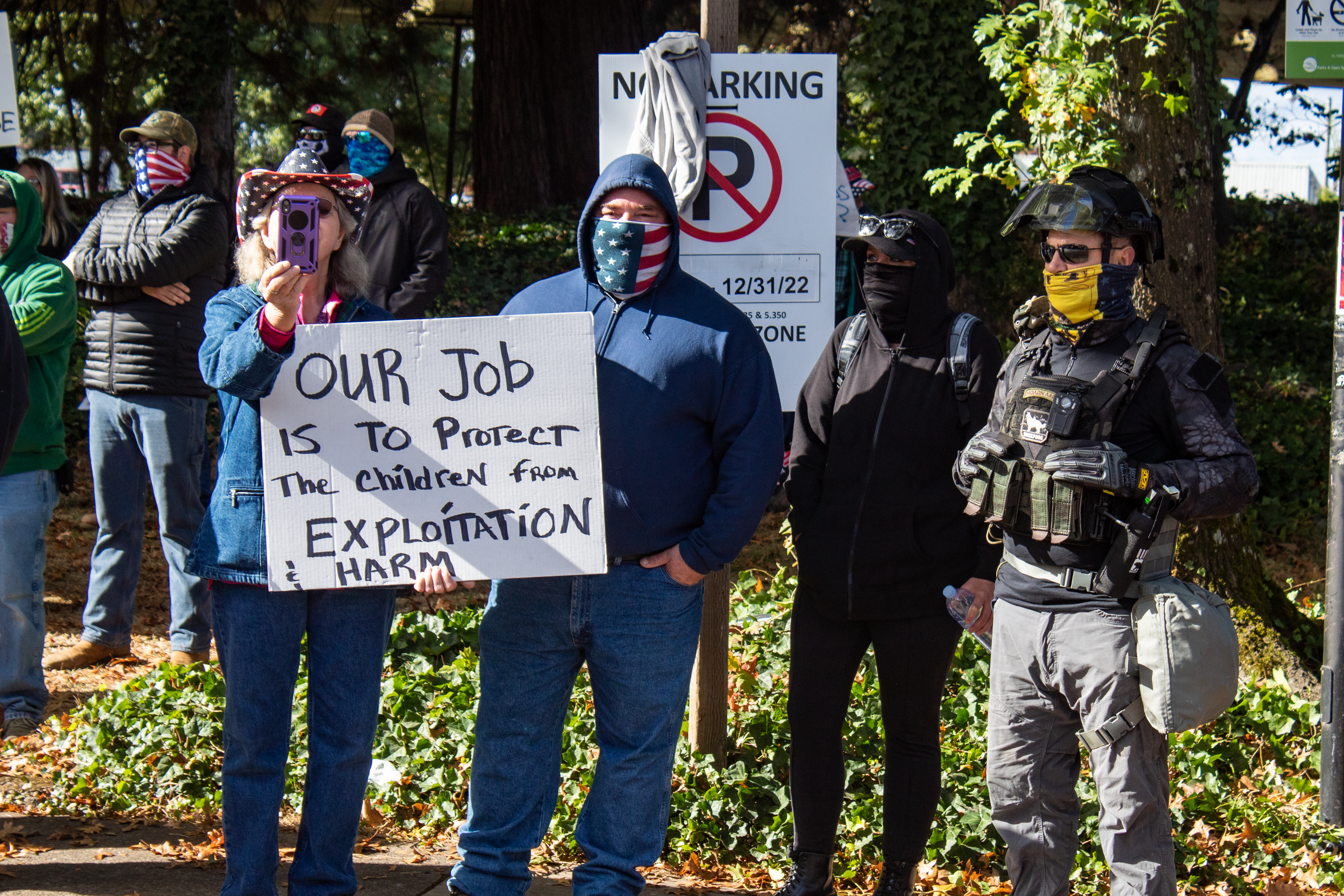
Manifestants contre une lecture drag à Eugene, Oregon (2022)

Il existe une organisation à but non lucratif basée à New York, appelée Drag Story Hour, qui opère à l'échelle nationale depuis 2015,. Selon le New York Times du 20 décembre 2022, les événements de Drag Story Hour « ont suscité un nombre croissant de protestations et de menaces à travers le pays ces dernières années, y compris une série de manifestations tendues à New York, une ville connue pour son inclusivité, au cours du mois dernier ». 
Un rapport de 2023 de l'Institute for Strategic Dialogue (ISD) qui examine « les incidents de manifestations anti-drag, les menaces en ligne et hors ligne et la violence » révèle 100 incidents ciblant les heures de reportage sur les drag queens entre le 1er juin 2022 et le 20 mai 2023:4, 8. Au cours de la période étudiée, le rapport de l'ISD constate que les groupes Proud Boys, White Lives Matter, Blood Tribe, Protect Texas Kids et Guardians of Divinity sont impliqués dans divers incidents ciblant les événements Drag Queen Story Hour:9–11.

### Finlande
En juillet 2022, la police expulse des manifestants qui tentent de perturber une lecture drag pour des enfants de 6 à 10 ans à la Bibliothèque centrale Oodi d'Helsinki.

### France
En 2018, la bibliothèque Louise Michel, dans le 20e arrondissement de Paris, organise la première lecture drag en France à l'occasion de la Queer Week et du Queer for kids, un temps de lecture d'albums. En 2019, la bibliothèque réitère l'événement en invitant des drag queens à donner une lecture de contes non-genrés le samedi 16 mars, pendant la Queer Week qui se déroule du 15 au 23 mars. À la suite de cet événement, la bibliothèque est victime de harcèlement homophobe en ligne. La bibliothèque reçoit le soutien de la mairie de Paris et de l'Association des Bibliothécaires de France.

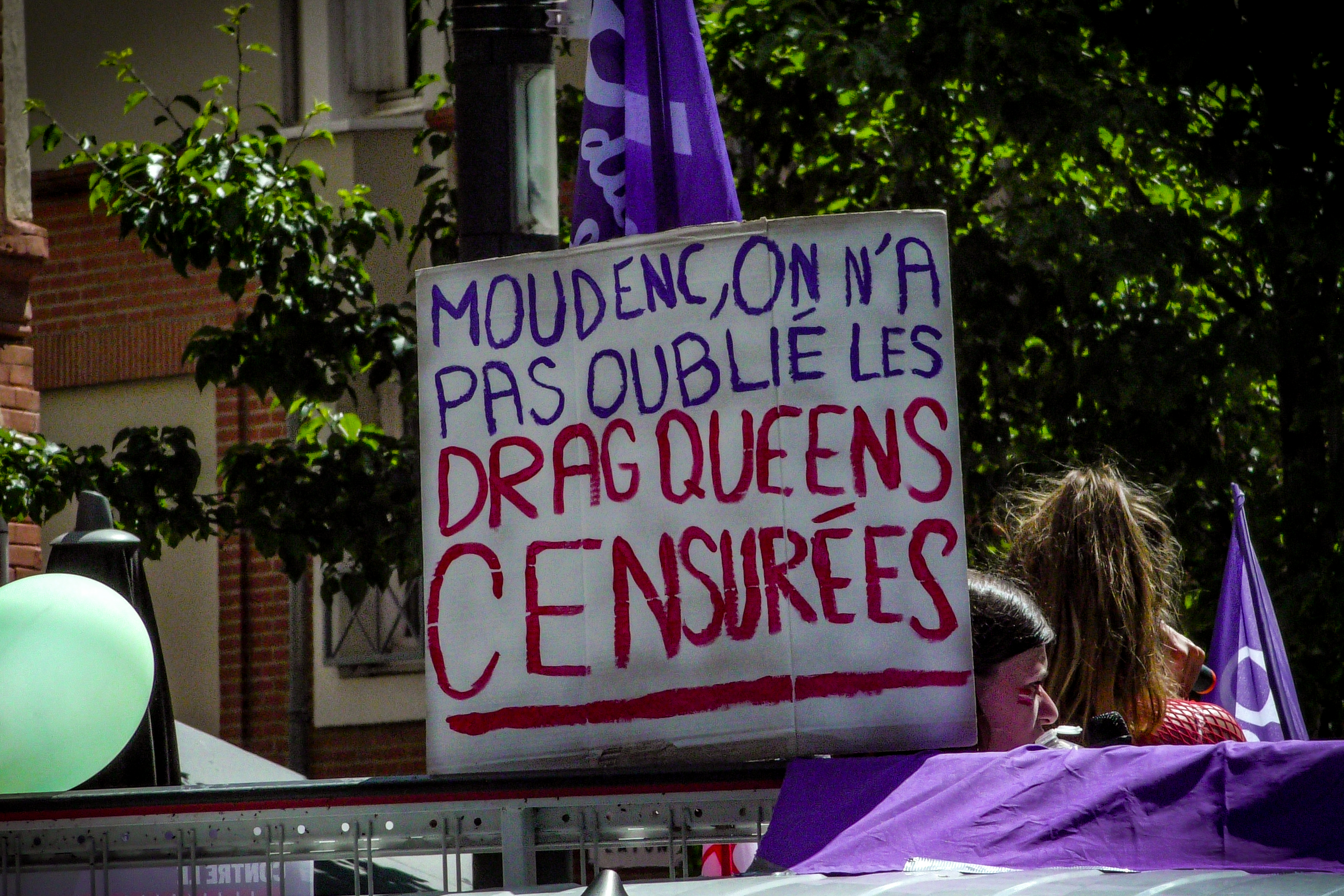
Pancarte lors de la marche des fiertés de Toulouse en juin 2023

En 2023, une lecture de contes à Lamballe-Armor par trois drag queens et un drag king est suivie par plus de 70 enfants, accompagnés de leurs parents. La même année, une bibliothèque de Toulouse réserve une lecture drag pour enfants à un public adulte.

### Nouvelle-Zélande
En mars 2023, un événement de contes drag a eu lieu dans une bibliothèque de la banlieue d'Auckland, à Avondale. Cependant, la bibliothèque a été obligée de fermer en raison d'une manifestation. À la mi-mars 2023, l'événement « Queens Telling Stories » à la bibliothèque Turanga de Christchurch a été piqueté par 36 manifestants. 160 sympathisants LGBT+ assistent à la lecture organisée par Christchurch Queens.
Le 11 mars 2024, l'artiste drag de Dunedin Ann Arkii (« Mme Annie ») a organisé une « heure du conte arc-en-ciel » à la bibliothèque municipale de Dunedin. 50 personnes, dont des parents, des enfants et la conseillère municipale de Dunedin, Christine Garey, ont assisté à la récital du livre. 12 manifestants se sont rassemblés devant l'entrée de la bibliothèque municipale. La police a parlé à une personne au sujet d'un comportement abusif.
Le 19 mars 2024, un projet d'événement de contes de drag à la bibliothèque de Rotorua organisé par les artistes drag Sunita Torrance (Coco) et Daniel Lockett (Erika Flash) a suscité l'opposition du conseiller de Rotorua Lakes, Robert Lee, et du chef de l'église Destiny, Brian Tamaki, ce dernier menaçant d'organiser une manifestation si l'événement avait lieu. Le conseiller du lac Rotorua, Fisher Wang, a critiqué les opposants pour avoir promu une rhétorique anti-LGBT+ tandis que Lee a décrit l'événement proposé comme inapproprié pour les enfants. En réponse aux préoccupations de sécurité concernant la désinformation et la violence, le Conseil du lac Rotorua a annulé l'événement de l'heure du conte.
Le 26 mars 2024, des membres de l'église locale Destiny Church à Gisborne, dirigés par Leighton Packer, ont peint un arc-en-ciel pour protester contre un événement Drag Queen à la bibliothèque commémorative locale HB Williams. Plus tard dans la journée, les membres de Destiny Church et les contre-manifestants LGBT+ se sont rassemblés devant la bibliothèque de Gisborne où Erika et Coco Flash organisaient la lecture Drag Queen. Le maire de Gisborne, Rehette Stoltz, a condamné le vandalisme du passage arc-en-ciel, qui a ensuite été repeint par le conseil de district de Gisborne. La police a ensuite arrêté cinq individus qui ont tenté de vandaliser le passage arc-en-ciel une deuxième fois. La police a inculpé deux hommes et une femme pour vandalisme par graffitis en lien avec l'incident du passage piéton arc-en-ciel de Gisborne.
À la suite de la manifestation de Gisborne, un événement Erika et CoCo Flash Rainbow Story à venir à Hastings a été annulé par le conseil de district de Hastings pour des raisons de sécurité. Selon le New Zealand Herald, les conseillers municipaux de Hastings, le personnel de la bibliothèque et le service clientèle du conseil ont été inondés de messages accusant les événements de drag queen de promouvoir le toilettage sexuel des enfants. Fin avril 2024, la fondatrice de Rainbow Storytime NZ, Sunita Torrance, a annoncé qu'une tournée nationale d'histoires prévue plus tard dans l'année avait été annulée afin de se concentrer sur une affaire de diffamation contre Destiny Church. En revanche, le chef de l'Église du Destin, Tamaki, a salué l'annulation des tournées de Rainbow Storytime NZ sur les réseaux sociaux. Fin juin, Torrance et Lockett ont intenté une action en justice contre Destiny Church pour avoir prétendument incité à la rupture de contrat, complot en vue de nuire, complot par des moyens illégaux et diffamation en relation avec la perturbation de leurs événements de drag story. En réponse, Destiny Church a déclaré qu'elle continuerait à défendre le bien-être des enfants et a accusé le New Zealand Herald de promouvoir le financement participatif pour l'affaire judiciaire des drag-queens.

### Royaume-Uni
En juillet 2022, des manifestants de la bibliothèque de Reading dans le Berkshire ont accusé un événement de drag-queen de « sexualiser leurs enfants ».
En août 2022, des manifestants ont perturbé un événement de lecture de contes de drag queens à guichets fermés à l'hôtel de ville de Bolton avec des pancartes telles que « Arrêtez les drag queens qui lisent aux enfants ».
En décembre 2022, un événement de drag-queen prévu à Dundee a été annulé en raison de manifestations.
En février 2023, un événement de contes drag a eu lieu à la galerie d'art Tate Britain à Londres. Elle a été accueillie par des manifestants, qui ont été confrontés à des contre-manifestants. Une personne a été arrêtée.
En mai 2023, un événement payant organisé au musée Weston aurait affiché complet.
Les lectures drag dans les écoles sont soutenus par le National Education Union (NEU), le plus grand syndicat d'enseignants du Royaume-Uni.

### Suède

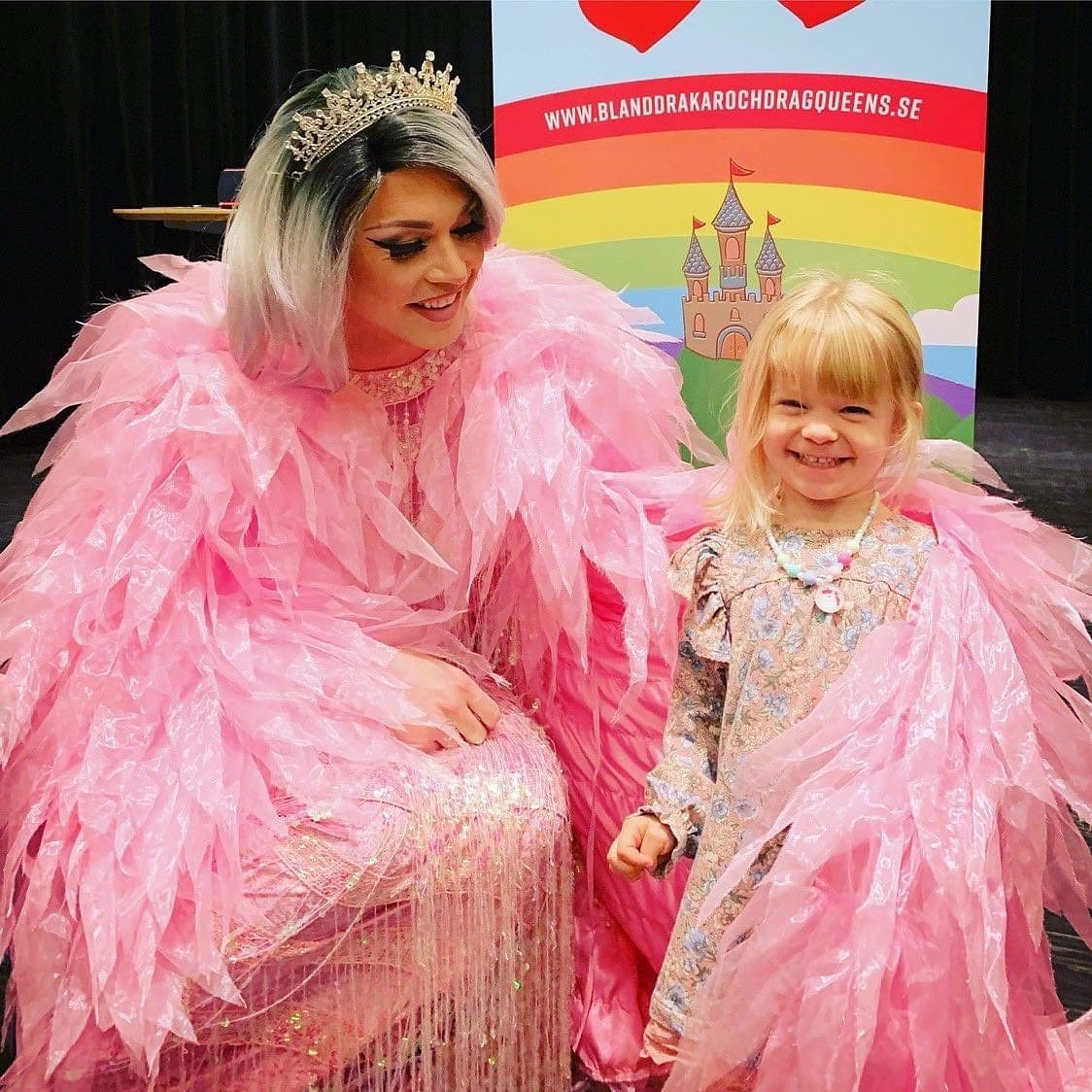

### Suisse
Le 7 juin 2023, la drag queen Tralala Lita fait pour la cinquième fois une lecture drag pour des enfants à partir de 6 ans à la bibliothèque de Martigny. Tralala Lita est habituée des lectures drag et en a déjà donné plus d'une vingtaine. Celle-ci se fait sous surveillance policière en raison de menaces de la part de mouvements extrémistes et conspirationnistes. Cette lecture fait l'objet également de critiques de la part de l'Union démocratique du centre (UDC), un parti de la droite conservatrice. La bibliothèque de Martigny déplore les critiques pour un événement qui connaît un succès de fréquentation. Cette lecture est organisée pour la promotion de la lecture et du vivre-ensemble et dans le cadre d'une campagne pour lutter contre les discriminations envers les personnes LGBT dans le canton du Valais.

### Ouvrages
- Anne-Florence Salvetti-Lionne et Mathilde Baudy, Zaza: queen de la bibliothèque, Éditions Atelier de la belle étoile, 2024 (ISBN 978-2-9576989-7-4)